# Teplá (rivier)

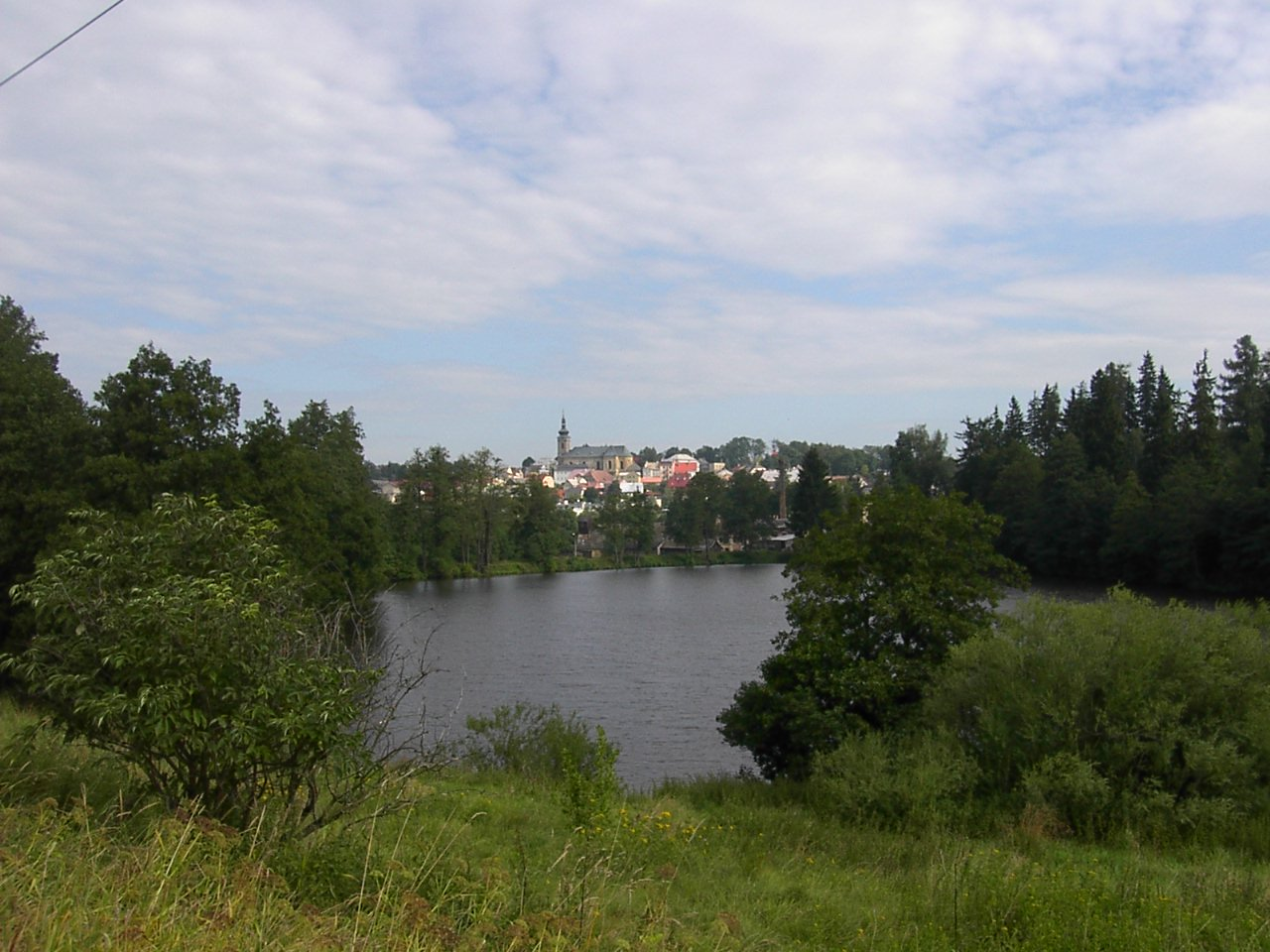
De Teplá. Op de achtergrond de stad Teplá

De Teplá (Duits: Tepl) is een rivier in Tsjechië, die ontspringt in de Tepelská vrchovina, aan de noordkant van de Podhorny vrch (Podhornberg). Deze heuvel is 847 meter hoog, de rivier ontspringt op een hoogte van 784 meter. Al snel daarna stroomt het water in het stuwmeer Podhora. Na het stuwmeer stroomt de rivier verder richting de stad Teplá. Vlak voor het bereiken van de stad buigt zij scherp af in noordelijke richting. Bij Bečov nad Teplou stroomt de rivier door het stuwmeer Březová, om daarna richting Karlsbad te gaan. Daar mondt de Teplá uit in de Eger.
Teplá is Tsjechisch voor warm.